# 비브라스 나트호
비브라스 나트호(히브리어: ‏בִּיבְּרָס נַאתְכוֹ, 아디게어: Бибэрс Натхъо, 1988년 2월 18일 ~ )는 이스라엘의 축구 선수로 현재 세르비아 수페르리가의 FK 파르티잔에서 미드필더로 활약하고 있다.

## 선수 경력

### 클럽
2006년 자국 리그의 하포엘 텔아비브에서 데뷔하여 2009-10 시즌까지 공식전 146경기 8골을 기록하며 스테이트컵 2회 우승(2006-07, 2009-10), 2009-10 리그 우승에 기여했다.
이후 이적료 약 9억원에 러시아 프리미어리그의 루빈 카잔으로 이적한 뒤 2013-14 시즌까지 147경기 31골을 터뜨리며 2010 시즌 리그 3위, 2011-12년 러시아 컵 우승, 러시아 슈퍼컵 2연패(2011, 2012) 등에 공헌했으며 2013-14 시즌 중반 그리스 슈퍼리그의 PAOK FC로 이적 후 20경기 3골을 기록했다.
그리고 6개월 후인 7월 러시아 프리미어리그의 강호 CSKA 모스크바로 이적 후 2017-18 시즌까지 142경기 28골을 기록하며 리그 3회 준우승(2014-15, 2016-17, 2017-18), 2015-16 리그 우승, 2015-16년 러시아 컵 준우승, 2016년 러시아 슈퍼컵 준우승 등의 성과를 남겼고 4시즌간의 모스크바에서의 생활을 마친 뒤 그리스의 명문팀인 올림피아코스 FC로 이적하여 공식전 34경기 1골을 기록하며 2018-19 시즌 리그 준우승에 일조했다.
그 후 2019년 8월 19일 세르비아 수페르리가의 FK 파르티잔으로 이적하여 현재까지 리그 3회 연속 준우승(2019-20, 2020-21, 2021-22), 세르비아컵 3회 연속 준우승(2019-20, 2020-21, 2021-22) 등의 성적에 관여했다.

### 국가대표팀
2004년부터 2010년까지 이스라엘 청소년 대표팀에서 53경기 16골을 기록했고 이후 2010년 3월 루마니아와의 친선 경기에서 국제 A매치 데뷔전을 치렀다.
그 뒤 2012년 9월 7일 아제르바이잔과의 2014년 FIFA 월드컵 유럽 지역 예선 F조 1차전에서 A매치 데뷔골을 신고한 이후 현재까지 A매치 통산 78경기 3골을 기록 중이다.

## 수상

### 클럽
하포엘 텔아비브
- 리갓 하알 : 우승 (2009-10)
- 이스라엘 스테이트컵 : 우승 (2006-07, 2009-10)

 루빈 카잔
- 러시아 프리미어리그 : 3위 (2010)
- 러시아 컵 : 우승 (2011-12)
- 러시아 슈퍼컵 : 우승 (2011, 2012)

 CSKA 모스크바
- 러시아 프리미어리그 : 우승 (2015-16), 준우승 (2014-15, 2016-17, 2017-18)
- 러시아 컵 : 준우승 (2015-16)
- 러시아 슈퍼컵 : 준우승 (2016)

 올림피아코스 FC
- 수페르리가 엘라다 : 준우승 (2018-19)

 FK 파르티잔
- 세르비아 수페르리가 : 준우승 (2019-20, 2020-21, 2021-22)
- 세르비아컵 : 준우승 (2019-20, 2020-21, 2021-22)

## 개인사
나트호는 이스라엘의 체르케스계 무슬림으로 그의 조부는 튀르키예 출신이며 과거 영국이 팔레스타인을 지배하고 있을 때 팔레스타인으로 이주하였고 그의 사촌은 현재 에스토니아 1부 리그의 레바디아 탈린에서 활동 중인 러시아 청소년 대표팀 출신의 아미르 나트호이다.